# 041형 잠수함
041형 잠수함은 2010년 현재 중국 최신형 디젤 잠수함이다. 유안급 잠수함이라고도 부른다. 한국 해군의 최신형 손원일급 잠수함과 동일한 독일산 MTU 16V 396 디젤엔진을 장착했다.
러시아의 킬로급 잠수함과 킬로급에 AIP를 추가한 라다급 잠수함을 토대로 개발한 것으로 알려져 있다. 중국은 최근 킬로급과 킬로급 개량형을 러시아로부터 다수 직수입한 바 있다.

## 디자인
4개의 날개와 하나의 축을 사용하는 이전 함급인 쑹급 잠수함의 꼬리 부분과 닮았다. 물방울 모양인 것은 킬로급 잠수함의 영향을 받은 것으로 추정되며, 따라서 킬로급의 이중 압력 선체를 채택한 것으로 보인다. 중국이 독자적으로 개발한 음파 흡수 시스템을 사용해 소음을 35dB 정도 줄여주며, 외부를 고무로 코팅하여 음파를 흡수하는 스텔스 성능이 크게 강화되었다.

## 수출
파키스탄
2015년 4월 파키스탄은 8척의 S20 잠수함을 50억 달러에 구매하기로 결정했다. 계약은 2015년 7월 23일 체결되었다. 4척은 중국에서, 4척은 파키스탄에서 동시에 건조가 시작될 것이다. 파키스탄 국방부는 기술이전 협정이 체결되었다고 확인했다. 라나 탄비어 후세인 파키스탄 국방장관은 훈련 센터가 설립될 것이라고 말했다. 2023년 중국이 4척을 인도할 것이다. 파키스탄에서 건조중인 나머지 4척은 2028년 인도될 것이다.
 태국
2015년 7월 2일, 태국 해군은 중국 유안급 3척을 도입하기로 결정했다. 유안급 수출형인 S26T 잠수함이 도입될 것이다. 2017년부터 2021년까지 130억 바트를 들여 1번함을 획득할 것이다. 이후 2027까지 2번함과 3번함을 획득할 것이다.

## 미국
미국에서 18척의 버지니아급 원자력 잠수함 건조 예산 290억 달러(34조원)로 AIP 장착 디젤 잠수함 30척을 건조하자는 주장이 나오고 있다.

## 같이 보기
- 손원일급 잠수함